# Itumbiara cuici
Itumbiara cuici är en skalbaggsart som beskrevs av Maria Helena M. Galileo och Martins 1997. Itumbiara cuici ingår i släktet Itumbiara och familjen långhorningar. Inga underarter finns listade i Catalogue of Life.